# تنها یک خاطره
تنها یک خاطره نام یک آلبوم موسیقی با نوازندگی فرامرز پایور (سنتور) و محمدرضا لطفی (تار) می‌باشد. این آلبوم حاصل نوازندگی و تمرینِ محمدرضا لطفی و فرامرز پایور در منزل هوشنگ ابتهاج به سال ۱۳۵۵ است. این آلبوم در سال ۱۳۸۶ به‌دست مؤسسه فرهنگی و هنری آوای شیدا منتشر شد.